# Nicrophorus hispaniola
Nicrophorus hispaniola är en skalbaggsart som beskrevs av Sikes och Peck 2000. Nicrophorus hispaniola ingår i släktet Nicrophorus och familjen asbaggar. Inga underarter finns listade i Catalogue of Life.